# Friedrich Horn (Archivar)
Johann Heinrich Friedrich Horn (* 13. August 1790 in Neustrelitz; † 4. Februar 1840 ebenda) war ein Jurist und Archivar. 

## Leben
Friedrich Horn wurde als Sohn des Juristen und Archivars Adolf Horn (1759–1823) und dessen Frau Maria (1767–1836), Tochter des Pastors Hans Heinrich Gerling und dessen Frau, in der Residenzstadt Neustrelitz des Landesteils Mecklenburg-Strelitz geboren. Der Theologe und Burschenschafter Karl Horn war ein jüngerer Bruder.
Friedrich besuchte das Gymnasium Carolinum in Neustrelitz, bestand zu Michaelis 1808 das Abitur  und begann danach sein Studium der Rechtswissenschaften an der Universität Halle. Er wechselte von Halle an die Universität Heidelberg, wo er 1810 vermutlich Mitglied des Corps Vandalia I Heidelberg wurde. Nach dem Verbot der Vandalia I wenige Wochen nach ihrer Gründung wechselte Horn an die Universität Jena. In Jena wurde er 1811 Mitglied der Corpslandsmannschaft Vandalia Jena, die sein ihm zu Vandalia 1812 nachfolgender Bruder Karl 1815 maßgeblich mit in die Urburschenschaft umformte.
Nach dem Studium wurde Horn zunächst Advokat und Prokurator der Justizkanzlei Neustrelitz. Er stieg 1822 zum Zweiten Regierungs- und Konsistorialsekretär auf und wurde 1823 Geheimer und Lehrsekretär. Von 1826 bis zu seinem Tod war er als Archivar, später als Geheimer Archivar, in seiner Heimatstadt tätig. Er wurde 1829 zum Hofrat ernannt.
Horn wurde von Gerhard Friedrich Kegebein (1737–1813) in Antwort an N.N. auf eine Invitation zur Promenade nach N.N. bedichtet.